# Blanche Balain
Œuvres principales
- La Sève des Jours (1938)
- Temps lointain (1946)

Blanche Henriette Balain, née le 2 septembre 1913 à Anneyron (Drôme) et morte le 10 juillet 2003 à Nice à l'âge de 89 ans, est une comédienne et femme de lettres française.

## Biographie
Son père étant officier des troupes coloniales, Blanche parcourt le monde. Avant le baccalauréat, elle va au lycée à Hanoï.
Albert Camus rencontre l'actrice à Alger en 1937 lors de l'adaptation du Prométhée de Gide.
Elle était une comédienne du Théâtre de l'Équipe ainsi qu'Albert Camus dont elle fut la maitresse pendant un temps.
Entre 1937 et 1959, Albert Camus et Blanche Balain entretiennent une importante correspondance.
Albert Camus se chargera de publier les poèmes, de Blanche Balain chez Charlot.
Albert Camus décédera le 4 janvier 1960 à Villeblevin dans l'Yonne, dans un accident de voiture, à l'âge de 46 ans.
Blanche Balain, célibataire, décédera le 10 juillet 2003 à l'âge de 89 ans à Nice et sera inhumée dans son village natal à Anneyron.
Mme Catherine Camus a revendiqué avec succès l’originalité de la correspondance constituée des 89 lettres d’Albert Camus à Blanche Balain du 7 décembre 1937 au 27 juin 1959,.

## Photos

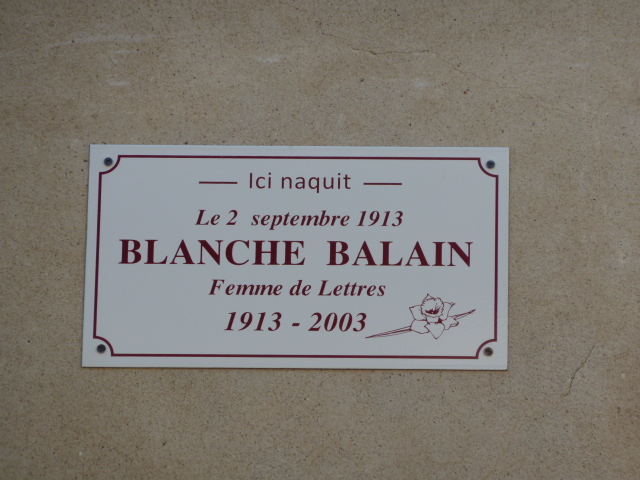
Plaque de la maison natale de Blanche Balain.
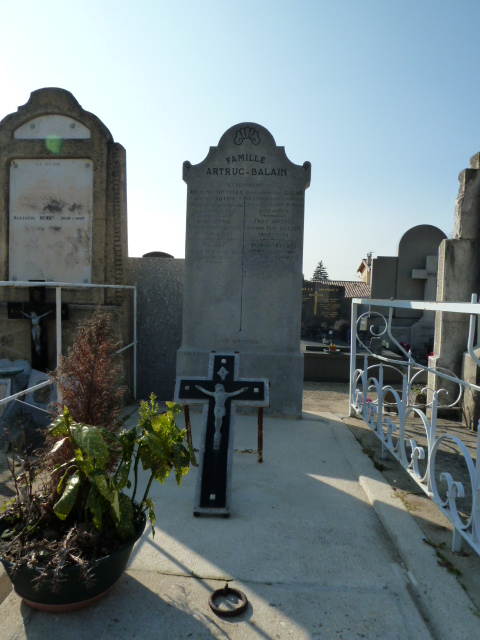
Tombe de Blanche Balain.
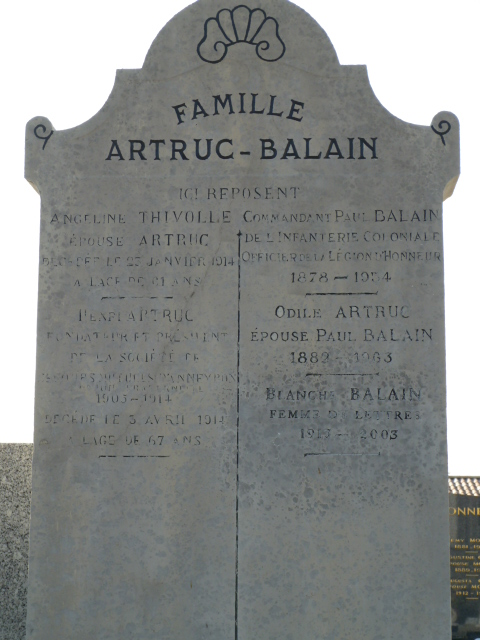
Tombe de Blanche Balain.